# Дмитриев, Борис Федорович
Борис Федорович Дмитриев (род. 15 октября 1940) — советский и белорусский тренер по греко-римской борьбе, заслуженный тренер БССР.

## Биография
Родился в 1940 году. Тренировался у заслуженного тренера БССР Алексея Куценко. Мастер спорта СССР. Чемпион БССР. Бронзовый призер турнира Ивана Поддубного 1971 года.
После окончания спортивной карьеры работал тренером в Республиканской школе высшего спортивного мастерства и Республиканском училище олимпийского резерва. 
Заслуженный тренер БССР. Среди учеников: призер Олимпийских игр Дмитрий Дебелко, серебряный призер чемпионата Европы 2000 Андрей Батура

## Награды и звания
- Заслуженный тренер БССР (1986)